# 吉祥寺笑
吉祥 寺笑（きちじょう てらえ、9月10日 - ）は、日本の漫画家。石川県出身。男性。

## 人物
漫画家の若木民喜とは古い知り合いであり、若木が燻っていた時代には彼をヘルプアシスタントとして雇っていた。

## 作品リスト

### 連載
- 第六大陸（原作：小川一水、FlexComixネクスト2008年12月9日更新号 - 2010年11月22日更新号）
- イナズマイレブン（小学三年生2009年4月号 - 小学四年生2012年3月号） - 単行本表題は『イナズマイレブンSPECIAL』。
- MAIL・呪信中……（原作：枠河さかさ、モバMAN2009年）
- ソワチネ（クラブサンデー2010年6月18日 - 2011年10月7日）
- Solaのシト 〜「スカイサーキット」時速400kmのエアバトル!〜（月刊コミックガナル創刊号（2012年4月号）） - 掲載誌休刊により中断[2]。
- 人類は衰退しました ようせい、しますか?（原作：田中ロミオ 原作イラスト：戸部淑、月刊コミックアライブ2012年3月号 - 2013年3月号）
- ゲート・オブ・アミティリシア・オンライン（原作：翠玉鼬 キャラクター原案：又市マタロー、WEBコミックガンマぷらす2018年5月25日 - 2019年7月5日）
- 神様に加護2人分貰いました（原作：琳太、アルファポリス公式Web漫画2019年7月23日 - 2022年12月27日）
- 魔境育ちの全能冒険者は異世界で好き勝手生きる!! 〜追い出したクセに戻ってこいだと？そんなの知るか!!〜（原作：アノマロカリス、アルファポリス公式Web漫画、2023年6月27日 - 連載中）

### 読切
- 阿諏訪田スペースツーリスト（有）（週刊少年サンデー超2007年7月25日）
- レイトン教授シリーズ レイトン教授と月夜の誘拐車（小学四年生2008年6月号）
- レイトン教授シリーズ ルークと謎の島（小学四年生2008年9月号）
- レイトン教授シリーズ レイトン教授と森のナゾ屋敷（小学四年生2009年2月号）
- 龍馬をめぐる英傑たち 西郷隆盛（原作：黒沢哲哉、GAKUMANplus2010年5月号、2010年7月号）※前後編で2号連続掲載
- まんがでよくわかるシリーズ 地域のひみつ編 石川県のひみつ 伝統工芸（学研）

### 単行本
- 第六大陸 - 全5巻。
- レイトン教授と迷いの森（監修：レベルファイブ） - 全1巻。
- イナズマイレブンSPECIAL - 全3巻。
- ソワチネ - 全3巻。
- 人類は衰退しました ようせい、しますか? - 全3巻。
- ゲート・オブ・アミティリシア・オンライン ぶらり異世界食い“倒し"旅 - 全2巻。
- 神様に加護2人分貰いました - 全6巻。
- 魔境育ちの全能冒険者は異世界で好き勝手生きる!! 〜追い出したクセに戻ってこいだと？そんなの知るか!!〜 - 既刊3巻。